# 顺义奥林匹克水上公园
40°10′24″N 116°41′34″E / 40.17330700000001°N 116.692763°E

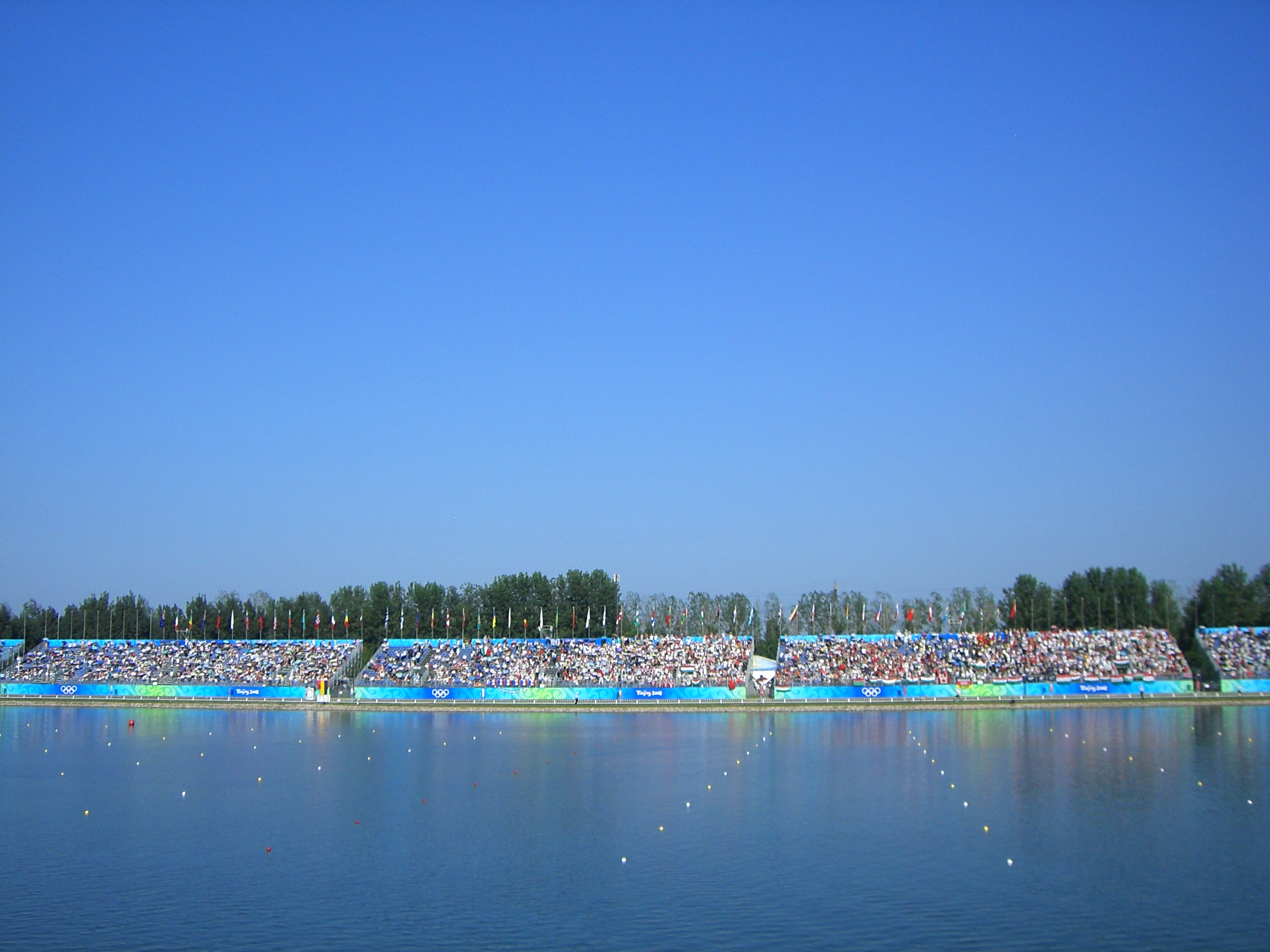
顺义奥林匹克水上公园

順義奧林匹克水上公園位於北京市順義區馬坡鄉潮白河，佔地面積約31850平方米，是2008年北京奧運中的賽艇、皮划艇賽事、游泳項目中的男女子馬拉松游泳小項及隨後的殘疾奧運會中賽艇項目比賽場館。
在奧運期間會進行包括激流和靜水小項在內的賽艇專項以及皮划艇項目。
當中水上公園共設1200個固定觀眾席，臨時座位25800個，其中10000個為站席，在2005年12月27日動工，直到翌年的11月16日，公園已開始蓄水。2007年7月28日驗收交付使用。